# Subsecretaría General de la Presidencia de Chile
La Subsecretaría General de la Presidencia de Chile (SEGPRES) es la subsecretaría de Estado dependiente del Ministerio Secretaría General de la Presidencia. Tiene como misión colaborar, asistir y asesorar al ministro del ramo. Así también, el titular de esta subsecretaría, tiene la responsabilidad de reemplazarlo en caso de vacancia del ministro o impedimento temporal de sus funciones plenas a causa de diferentes razones. Desde el 10 de marzo de 2025, el subsecretario General de la Presidencia es Nicolás Facuse Vásquez, actuando bajo el gobierno de Gabriel Boric.

## Dependencias

### Convención Constitucional
Depende de esta Subsecretaría, la «Unidad de Secretaría Administrativa de la Convención Constitucional», la cual está encargada de prestar ayuda y coordinar el apoyo técnico, administrativo y financiero en la instalación y funcionamiento de la Convención Constitucional que redactará una nueva carta fundamental del país. Inició sus funciones el 1 de febrero de 2021, estando compuesta por dieciséis asesores y su primer secretario ejecutivo —el cual es designado por el ministro— fue Francisco Encina Morales, quien asumió dicho cargo el 15 de marzo, renunciando el 7 de julio del mismo año, siendo reemplazado por Catalina Parot. Parot renunció a su cargo el 9 de agosto, siendo reemplazada el 13 del mismo mes por Matías Cox Campos, quien se desempeña como fiscal del Ministerio Secretaría General de la Presidencia.

## Subsecretarios
| Retrato | Subsecretario/a              | Inicio                  | Final                   | Partido | Presidente                 |
| ------- | ---------------------------- | ----------------------- | ----------------------- | ------- | -------------------------- |
|         | Ricardo Solari Saavedra      | 11 de marzo de 1990     | 11 de marzo de 1994     | PS      | Patricio Aylwin Azócar     |
|         | Ángel Flisfisch Fernández    | 11 de marzo de 1994     | 1 de junio de 1995      | Ind.    | Eduardo Frei Ruiz-Tagle    |
|         | Jorge Rosenblut Ratinoff     | 1 de junio de 1995      | 11 de noviembre de 1996 | Ind.    | Eduardo Frei Ruiz-Tagle    |
|         | Sergio Galilea Ocón          | 18 de noviembre de 1996 | 13 de agosto de 1999    | PPD     | Eduardo Frei Ruiz-Tagle    |
|         | Carlos Carmona Santander     | 13 de agosto de 1999    | 11 de marzo de 2000     | Ind.    | Eduardo Frei Ruiz-Tagle    |
|         | Eduardo Dockendorff Vallejos | 11 de marzo de 2000     | 14 de enero de 2002     | PDC     | Ricardo Lagos Escobar      |
|         | Gonzalo Martner Fanta        | 14 de enero de 2002     | 3 de marzo de 2003      | PS      | Ricardo Lagos Escobar      |
|         | Rodrigo Egaña Baraona        | 6 de marzo de 2003      | 11 de marzo de 2006     | PS      | Ricardo Lagos Escobar      |
|         | Edgardo Riveros Marín        | 11 de marzo de 2006     | 11 de marzo de 2010     | PDC     | Michelle Bachelet Jeria    |
|         | Claudio Alvarado Andrade     | 11 de marzo de 2010     | 11 de marzo de 2014     | UDI     | Sebastián Piñera Echenique |
|         | Patricia Silva Meléndez      | 11 de marzo de 2014     | 26 de octubre de 2016   | PS      | Michelle Bachelet Jeria    |
|         | Gabriel de la Fuente Acuña   | 26 de octubre de 2016   | 31 de agosto de 2017    | PS      | Michelle Bachelet Jeria    |
|         | Víctor Maldonado Roldán      | 5 de septiembre de 2017 | 11 de marzo de 2018     | PDC     | Michelle Bachelet Jeria    |
|         | Claudio Alvarado Andrade     | 11 de marzo de 2018     | 4 de noviembre de 2019  | UDI     | Sebastián Piñera Echenique |
|         | Juan Francisco Galli Basili  | 4 de noviembre de 2019  | 1 de enero de 2020      | RN      | Sebastián Piñera Echenique |
|         | Juan José Ossa Santa Cruz    | 1 de enero de 2020      | 6 de enero de 2021      | RN      | Sebastián Piñera Echenique |
|         | Máximo Pavez Cantillano      | 6 de enero de 2021      | 11 de marzo de 2022     | UDI     | Sebastián Piñera Echenique |
|         | Macarena Lobos Palacios      | 11 de marzo de 2022     | 10 de marzo de 2025     | Ind.    | Gabriel Boric Font         |
|         | Nicolás Facuse Vásquez       | 10 de marzo de 2025     | en el cargo             | PS      | Gabriel Boric Font         |